# Pedicularis flava
Pedicularis flava är en snyltrotsväxtart som beskrevs av Pall.. Pedicularis flava ingår i släktet spiror, och familjen snyltrotsväxter. Inga underarter finns listade i Catalogue of Life.